# 유인혁
유인혁은 대한민국의 배우이자 모델이다.

## 학력
- 서울예술대학 연기과

## 출연작

### 드라마
- 《동네의 영웅》 (2016년, OCN) - 조직폭력배 역
- 《THE K2》 (2016년, tvN) - 경호원 역
- 《크리미널마인드》 (2017년, tvN) - 교통경찰 역
- 《나도 엄마야》 (2018년, SBS) - 지세영 역
- 《미스 함무라비》 (2018년, JTBC) - 지검사 역
- 《조선생존기》 (2019년, TV조선) - 팔매 역
- 《스토브리그》 (2019년, SBS) - 김관식 역
- 《택배기사》 (2023년, 넷플릭스)
- 《좋거나 나쁜 동재》 (2024년, tvN, TVING) - 양종인 역

### 영화
- 《사회인》 (2019년) - 배완수 역
- 《방법: 재차의》 (2021년) - 특공대 1 역
- 《선데이리그》 (2022년) - 태진 역
- 《범죄도시 3》 (2023년) - 캔디 역 (첫 천만영화)

### 연극
- 《햄릿 대리운전중》 (2011년) - 최윤수 역
- 《리어왕》 (2017년) - 에드먼드 역

### 뮤지컬
- 《삼총사》 (2010년) - 앙상블
- 《어쌔신》 (2012년) - 맥킨리 대통령/목격자 역
- 《몬테크리스토》

## 수상
- 2009년 별별오디션 대상